# Džigerdelen Parkan
Džigerdelen Parkan je zaniklá pevnost, která se nacházela u obce Štúrovo v okrese Nové Zámky. Postavena byla pravděpodobně v roce 1546 a zničena v 17. století. Na jejím místě se v současnosti nachází římskokatolický kostel.

## Exteriér
Obraz pevnosti si lze utvořit podle popisu tureckého cestovatele Evliji Čelebiho, který část území Slovenska procestoval v letech 1663–1664: „Leží na rovné louce na západním břehu řeky proti ostřihomskému hradu, v oblasti novozámocké pevnosti. Je to čtvercový, drsný a pevný plotový vojenský tábor a silná pevnůstka s terasovitě naplněnými zdmi. Ze tří stran je zem a na východní straně je Dunaj. Na všech třech stranách je hluboký a široký příkop.“